# Gasthuiswier
Het Gasthuiswier (of:  Hege Wier) is een voormalige stins of huisveste van een klooster, toentertijd gelegen vlak buiten de Nederlandse stad Sneek.
De wier of terp bevond zich enkele honderden meters noordelijk van de locatie waar nu de Tolhús-tunnel is gebouwd.
In 2009 deed historisch onderzoeker P. Noomen onderzoek naar deze locatie. Hij benoemde deze als een stinswier en onderzocht verschillende archeologische vondsten, die afkomstig zijn van deze locatie. Zo is er onder meer een benen kam uit de 11e tot 13e eeuw gevonden. Verder zijn er 12e tot 13e-eeuwse kogelpotten gevonden, die inmiddels zijn verloren gegaan. Het Rijksmuseum van Oudheden heeft nog wel een tekening van deze urnen. Ook werd een bronzen munt met de beeltenis van keizer Diocletianus uit 340 n.Chr. gevonden.